# ムハンマド・イブン・イドリース
ムハンマド・イブン・イドリース（? - 836年）は、モロッコを支配したイドリース朝の第3代君主（在位：828年 - 836年）。

## 生涯
父は第2代のイドリース2世で、弟にムハンマドとウマル、カーシムらがいる。828年に父が死去すると跡を継いだ。だが父ほどの才智が無いためにベルベル人の支持を得られず、領土を弟らに分与したため、王朝の衰退を招いた。
836年に死去し、跡を子のアリー・イブン・イドリースが継いだ。その跡を継いだヤフヤー・イブン・ムハンマドも彼の息子である。